# هاريس هانكوك
هاريس هانكوك (بالإنجليزية: Harris Hancock)‏ هو رياضياتي أمريكي، ولد في 1867، وتوفي في 1944.